# Sinularia monstrosa
Sinularia monstrosa är en korallart som beskrevs av Li Chupu 1982. Sinularia monstrosa ingår i släktet Sinularia och familjen läderkoraller. Inga underarter finns listade i Catalogue of Life.